# 蘇聯太空犬
在1950年代到1960年代之間，蘇聯太空署使用一群犬隻進行次軌道和軌道上的太空飛行，以確認人類太空飛行的可行性。
在成為太空犬之前，這些犬隻是莫斯科的流浪犬。在1950年代到1960年代之間，蘇聯的太空任務總共發射了至少57犬次上太空，太空狗的實際數字比57低，因為部分犬隻參與了超過一次的任務。

## 訓練
选择流浪狗而非家犬来執行任務，是因為科學家覺得牠們可能比其他的犬隻更能忍受太空飛行中嚴酷且極端的壓力，选择雌犬是因為牠們的性情和不需抬腿排尿。
牠們的訓練包括了長時間的站立不動、穿太空服、被放入就如在發射中的火箭的模擬器、搭乘離心機模擬火箭發射時的高加速度，並逐漸縮小籠子，為牠們在太空艙的侷限性做好準備。用作軌道上飛行的犬隻以營養膠餵食。

## 次軌道飛行

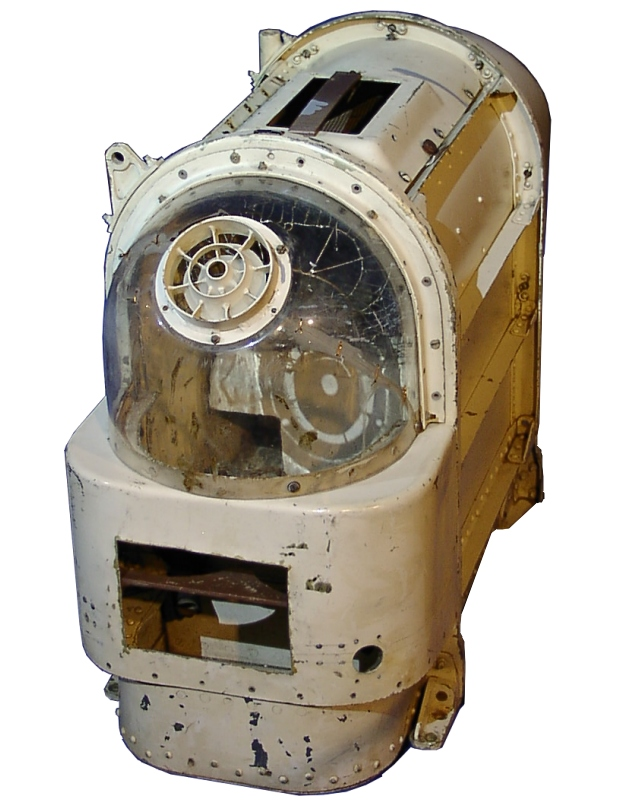
前蘇聯太空狗用於軌道和次軌道飛行的環境控制安全模組。

從1951年至1956年，犬隻穿著壓克力泡型頭盔的壓力衣，被搭載在R-1火箭上進行了15次高度100公里的科學性飛行。從1957年至1960年，犬隻以R-2系列進行了11次高度200公里的飛行。在1958年以R-5火箭進行了3次高度大約450公里的飛行。在R-2和R-5火箭，犬隻被安置在壓力艙內。

### Dezik, Tsygan和Lisa
得利卡 (Dezik)和吉普賽 (Tsygan) ("Gypsy") 是最先進行亞軌道飛行的犬隻。在1951年7月22日，在經過最高達100公里高空的旅行後兩隻犬被發現毫髮無傷。得利卡跟麗莎 (Lisa) 在9月進行另一次飛行，不幸的無一倖存。

### Lysa和Ryjik
Lysa和Ryjik在1954年6月2日飛至100公里的高度。

### Smelaya和Malyshka
Smelaya預定在9月執行飛行任務但在發射前一天跑了。蘇聯官員認為她被狼群給吃了，但她在次日被尋獲並與Malyshka 一同進行了一場成功的飛行。

### Bolik和ZIB
Bolik在牠的1951年9月的飛行前數日逃脫，代替者ZIB快速的被置入任務並成功完成飛行。

### Otvazhnaya
Otvazhnaya與一隻叫Marfusha 的兔子和另一隻叫Snezhinka的犬隻在1959年7月2日進行了飛行，她在1959年到1960年之間另外進行了五次飛行。

### Albina和Tsyganka
Albina和Tsyganka皆在53英里的高空被彈出太空艙。Albina是史潑尼克二號的候選名單之一，但從未在軌道上飛行。

### Damka和Krasavka
Damka和Krasavka原本被預定於1960年12月22日將進行軌道飛行，但是在上節火箭失敗後飛行被中斷，在無預期的亞軌道飛行兩者皆被發現安好。其他從事亞軌道飛行犬隻包括了Dymka、Modnitsa、Kozyavka 。至少四隻其他的犬隻在1951年9月飛行，兩隻或以上喪生。

## 軌道飛行

### 萊卡
萊卡原名Kudryavka，在1957年11月3日搭乘史潑尼克二號成為第一個在軌道上的活地球生物。有人稱牠是第一位活著進入太空的乘客，但其他人認為次軌道飛行已經抵達太空的邊緣，牠也被稱為Zhuchka和Limonchik。美國媒體給牠取名“Muttnik”（雜種Mutt加史潑尼克Sputnik的字尾），牠在進入飛行後的五到七個小時之間因壓力跟過熱而死。牠真正的死因直到飛行後的數年才公諸於世，在此之前蘇聯官方宣稱萊卡在太空中存活了四天，由於載具內氧氣即將耗盡，因此在她窒息之前進行安樂死。部分蘇聯科學家對於讓萊卡執行死亡任務表示後悔。

### Bars和Lisichka
Bars和Lisichka在1960年7月28日死於發射後28.5秒的火箭爆炸。Bars亦叫Chayka。

### 小松鼠和小箭头

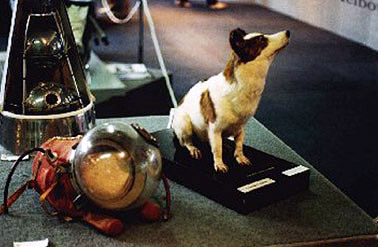
Stuffed Strelka on tour in Australia in 1991

小松鼠(Belka)和小箭头(Strelka)在1960年8月19日搭乘史潑尼克五號在安返地球前於太空度過了一天，牠們還伴隨著一隻灰兔、42隻小鼠(mice)、兩隻大鼠(rats)、蒼蠅和若干的植物和真菌。所有的生物成員存活。小箭头之後生了六隻幼犬，其中一隻叫“绒毛”(Pushinka)被送給甘迺迪總統的孩子們做禮物，绒毛的後裔依然存活至今。在死後小松鼠和小箭头的遺體皆被保存，小松鼠在莫斯科被展示，而小箭头則在世界各地巡迴展覽。

### Pchelka和Mushka
Pchelka和Mushka與其他動物，植物和昆蟲在1960年12月1日搭乘史潑尼克六號再軌道上渡過一日，因為導航失誤他們的太空載具在12月2日重返時分解全部罹難。Mushka是訓練來進行從事史潑尼克二號任務的犬隻之一並被用來進行地面測試，她因拒絕適當的進食而沒進行史潑尼克二號任務。

### Chernushka
Chernushka在1961年3月9日時搭史潑尼克九號進行繞地任務，同行有一個太空假人小鼠和一隻天竺鼠。在重返時假人被彈出太空艙外之後用降落傘輕輕的降落，Chernushka之後被發現無傷的在太空艙內。

### Zvezdochka
Zvezdochka由尤里·加加林命名，在1961年3月25日搭史潑尼克十號進行繞地任務。同行有一個木製的太空假人進行在Gagarin在4月12日歷史性的飛行前的最後演練。再次，假人被彈出艙外而Zvezdochka留在艙內，兩者皆毫髮無傷。

### 老兵和小煤球
老兵(Veterok)和小煤球(Ugolyok)在1966年2月22日搭乘Voskho三號並在3月16日降落前在軌道上待了22天。這個破紀錄的太空持續飛行一直到1974年的天空实验室2号才被人類超越，但依然為犬隻最長太空飛行紀錄。